# Łuczniańska Przełęcz
Łuczniańska Przełęcz (słow. Lúčne sedlo, Lúčianské sedlo) – znajdująca się na wysokości 1602 m przełęcz w północnej grani Wołowca pomiędzy Rakoniem (1879 m) a Grzesiem (1653 m) w Tatrach Zachodnich. Przez grań tę przebiega granica polsko-słowacka.

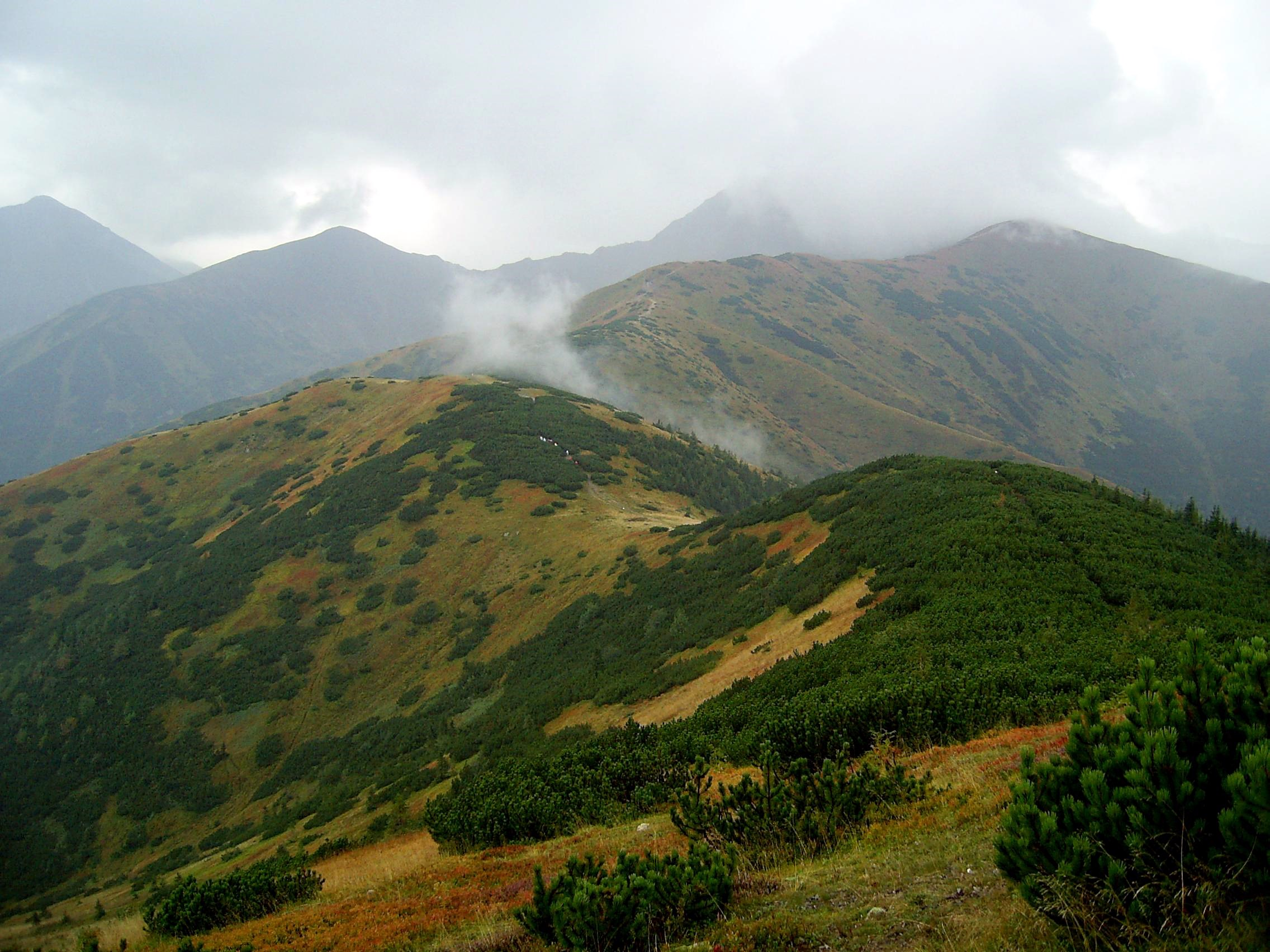
Łuczniańska Przełęcz z Grzesia, za nią Długi Upłaz i Łopata

Przełęcz znajduje się w pobliżu wierzchołka Grzesia (ok. 400 m na południe od niego), długi, trawiasty stok znajdujący się na południe od niej to Długi Upłaz. Zachodnie zbocza spod przełęczy opadają do słowackiej Doliny Zadniej Łatanej, zbocza wschodnie do Doliny Chochołowskiej Wyżniej. Znajduje się w nich Dolinczański Żleb spadający w pobliżu Polany Chochołowskiej.
Przełęcz od dawna wykorzystywana była jako przejście na Słowację. Chodzili nią m.in. podhalańscy kosiarze do pracy zarobkowej na Słowacji. 11 lutego 1945 r. w czasie śnieżnej zawiei i głębokiego śniegu przeszła nią w obie strony wyprawa ratunkowa TOPR po rannych partyzantów radzieckich stacjonujących na zboczach Salatyńskiego Wierchu. W czasie akcji trwającej 48 h ratownicy TOPR przeciągnęli ich na toboganach, a wraz z nimi przeprowadzili sanitariuszki i lekarza. Na pamiątkę tego wydarzenia w schronisku PTTK na Polanie Chochołowskiej wmurowana jest tablica pamiątkowa.
Nazwa przełęczy pochodzi od położonej na wysokości ok. 1550 m niedużej rówienki o nazwie Łuczna lub Luczna (Lúčna), znajdującej się niedaleko od przełęczy, po zachodniej stronie (w Dolinie Łatanej). Na rówience tej stał szałas, okoliczne pastwiska wypasali kolejno mieszkańcy różnych wsi słowackich.

## Szlaki turystyczne
– niebieski z Grzesia na Wołowiec przez Rakoń. Czas przejścia z przełęczy na Grzesia ok. 5 min, na Wołowiec 1:25 h, ↓ 55 min.